# Бог ей судья
«Бог ей судья» (англ. Leave Her to Heaven) — американский цветной фильм-нуар по одноимённому бестселлеру Бена Эймса Уильямса. Фильм принёс 20th Century Fox доход в $5,000,000, став самой кассовой картиной компании в 1940-х гг.

## Сюжет
Писатель Ричард Харленд знакомится в поезде со светской девушкой Эллен Берент. Эллен влюбляется в писателя, увидев в нём сходство с покойным отцом, к которому была привязана до одержимости. Она быстро даёт отставку прежнему жениху Расселу Куинтону и выходит замуж за Харленда.
Постепенно выясняется, что Эллен патологически ревнива к любому человеку или занятию, к которому неравнодушен её муж. Сначала младший брат Ричарда, лишённый возможности ходить, «случайно» тонет. Затем беременная Эллен «случайно» падает с лестницы, из-за чего теряет ребёнка. Когда Эллен признаётся Ричарду во всём, он оставляет её. Эллен решает отравиться, надеясь таким образом подставить свою кузину Рут, к которой Ричард очень привязан.
Расселл Куинтон выступает прокурором на процессе. Под давлением Рут признаёт, что любит Ричарда. Затем Ричард свидетельствует о ревности Эллен и её признаниях. Рут оправдана, а Ричард приговорён к двум годам тюрьмы за сокрытие действий Эллен.

## В ролях
- Джин Тирни — Эллен Берент Харленд
- Корнел Уайлд — Ричард Харленд
- Джинн Крейн — Рут Харленд
- Винсент Прайс — Расселл Куинтон
- Мэри Филипс — миссис Берент
- Рэй Коллинз — Глен Роби
- Джин Локхарт — доктор Сондерс
- Рид Хэдли — доктор Мэйсон
- Дэррил Хикмен — Дэнни Харленд
- Чилл Уиллс — Лик Торн

В титрах не указаны
- Рут Клиффорд  — телефонный оператор
- Гертруда Астор — тюремная надзирательница

## Награды и номинации

### Награды
«Оскар»:
- 1946 — Лучшая операторская работа (Леон Шамрой)

### Номинации
«Оскар»:
- 1946 — Лучшая женская роль (Джин Тирни)
- 1946 — Лучшая работа художника-постановщика/декоратора (Лайл Р. Уилер, Морис Рэнсфорд, Томас Литтл)
- 1946 — Лучший звук (Томас Т. Моултон)